# Marine-Öllager Farge

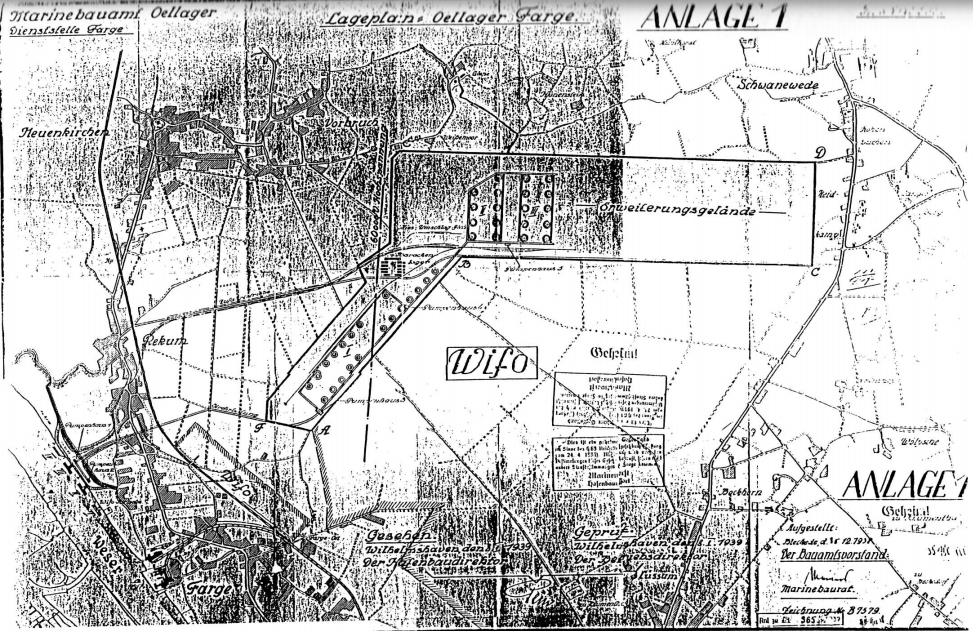
Marine-Öllager Farge, Bauplan vom 15.12.1938

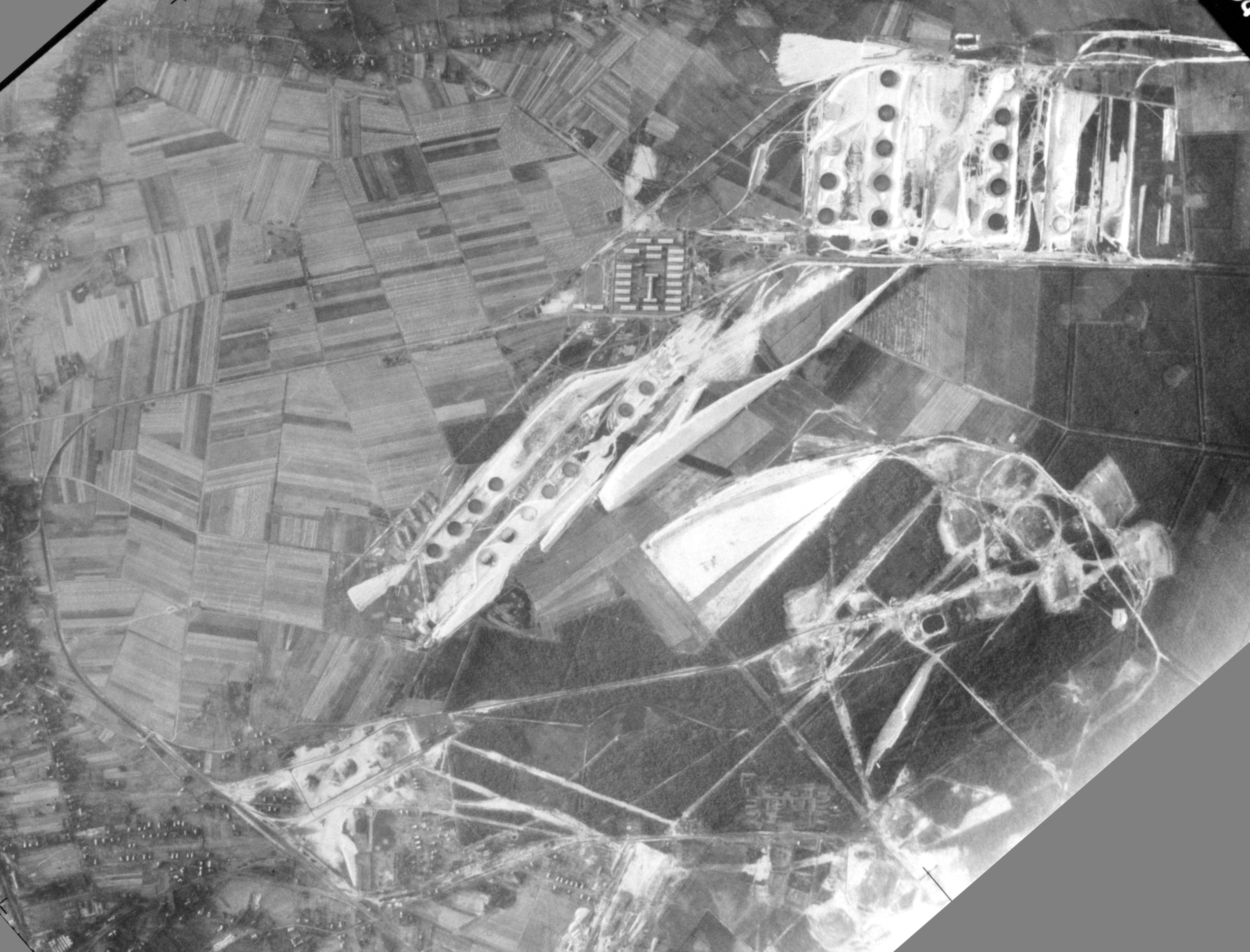
Die Baustelle im US-Luftbild vom 29. Juli 1943. Ausschnitt

Das Marine-Öllager Farge (auch Kriegsmarine-Öllager Farge oder Kriegsmarinetanklager Farge) war ein umfangreiches militärisches Bauprojekt der NS-Kriegsmarine an der Unterweser, das 1939 begonnen und nicht zu Ende geführt wurde (nicht zu verwechseln mit dem Wifo-Tanklager Farge). Die Infrastruktur dieser Kriegsmarinebaustelle wurde ab 1943 von der Organisation Todt  für den Bau des nahegelegenen U-Boot-Bunkers Valentin genutzt.

## Baugeschichte
Das NS-Regime plante 1938/39 zur Versorgung seiner Kriegsmarine mit Treibstoffen (Schwerölen) ein großes Vorratslager im damaligen Farge (Ortsteil Rekum), das Marine-Öllager Farge. Es sollte wesentlich größer werden als die seit dem Ersten Weltkrieg genutzten Öllager (auch Ölhöfe genannt) in Bleckede an der Elbe und Achim an der Weser. Direkt neben dem Gelände des Wifo-Tanklagers für Benzin sollten auf einer Fläche von 350 ha insgesamt 16 Öl-Behälter mit je 10.000 m³ und 70 Behälter mit je 20.000 m³ Fassungsvermögen gebaut werden. Die halb-unterirdischen bunkerartigen Öltanks sollten aus Beton bestehen, wie die in Achim und Bleckede. Unter Leitung von Marinebaurat W. Bosselmann wurden von Frühjahr 1939 bis Sommer 1941 die meisten der kleineren Tanks fertiggestellt, aufrechte zylindrische Stahlbeton-Kessel mit einem Durchmesser von 48 m, einer Höhe von ca. 7 m und einer von 67 Säulen gestützten Betondecke. Sie waren metertief im Boden eingelassen und sollten mit Erde überdeckt und zur Tarnung bepflanzt werden. Am 3. Juli 1941 wurden die Bauarbeiten zugunsten anderer militärischer Bauprojekte eingestellt. Die Behälter wurden nie mit Öl befüllt und 1945 von der britischen Besatzungsmacht gesprengt.
Bis 1941 wurden außerdem noch folgende Infrastrukturen geschaffen:
- 6 km Zuführungsstraßen (u. a. die damals sogenannte Lagerstraße, heißt seit Juni 1951 Hospitalstraße)
- 6 km Normalspurgleis zur Baustelle (parallel zur Hospitalstraße)
- 9 km Rohrkanal aus Beton, ca. 1,5 × 2 m, beheizbar, für ca. 30 cm weite Ölrohrleitung (u. a. der Rohrkanal zum Weserufer, der die Rekumer Straße bei Haus-Nr. 70 unterquert. Darin verläuft seit ca. 1970 die Nato-Pipeline vom Wifo-Tanklager über Oldenburg nach Wilhelmshaven.)
- 1 Pumpenhaus an der Weser (von privat 1947 erworben und umgebaut, 1998 abgerissen)
- 1 Transformatorenhaus an der Weser auf dem Gelände des Rohrkanals (jetzige Trafostation 989 an der Straße Unterm Berg)
- 1 Feuerlöschhaus (Farger Straße 134, 2019–2020 durch Neubau ersetzt)
- 1 Ölumschlagsbrücke an der Weser (Öl-Pier, 2018–2020 abgerissen)
- 6 Doppelwohnhäuser mit Dienstwohnungen (sogenannte Marinehäuser, Straße Unterm Berg Nr. 61/63, 65/67, 69/71, 75/77, 79/81, 83/85, gebaut 1939/40)
- 1 Arbeiterunterkunft aus einfachen Steinbaracken (Marine-Gemeinschaftslager)

## Marine-Gemeinschaftslager

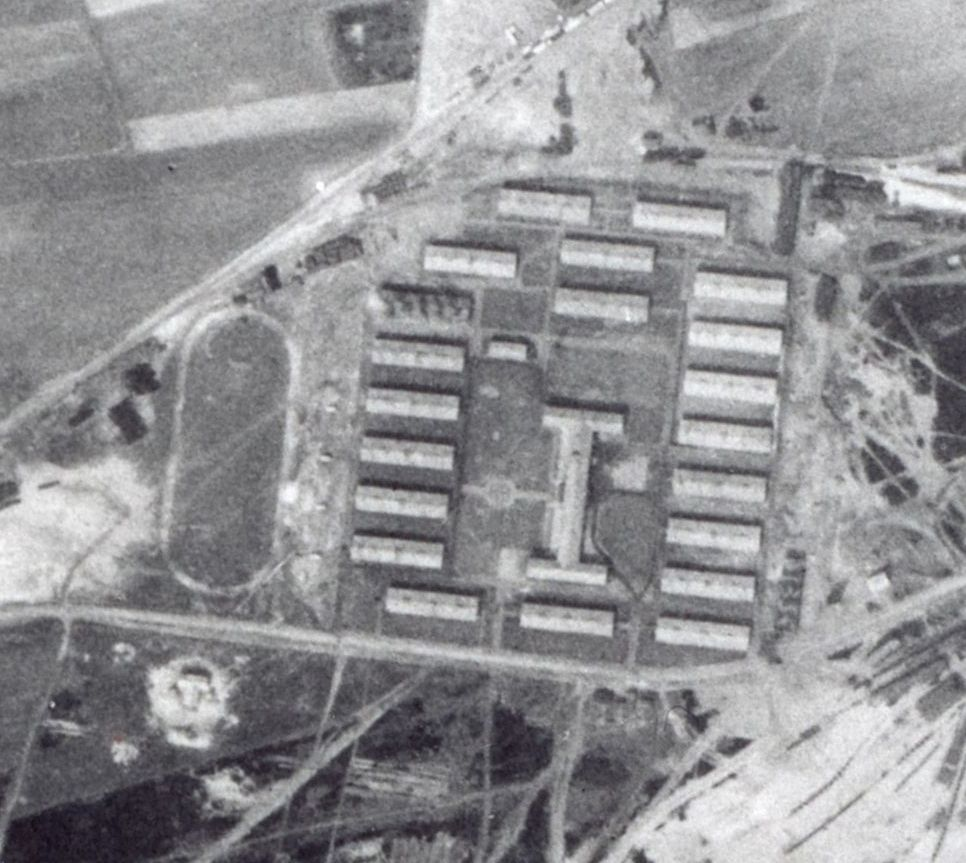
Marine-Gemeinschaftslager Bremen-Farge. US-Luftbild vom 29. Juli 1943. Ausschnitt

Ca. 800 in- und ausländische Arbeitskräfte verschiedener Bauunternehmen (u. a. Firma Carl Brandt, Hoch- und Tiefbau; Firma Wallrabe und Budelmann aus Blumenthal, Firma Carl Duve aus Bremen) wurden ab 1939 in einem eigenen Arbeiterwohnlager, dem Marine-Gemeinschaftslager Bremen-Farge (Bezeichnung ab 1943: Marinelager Neuenkirchen) untergebracht, bestehend aus 21 Wohnbaracken sowie „Kaufhaus“, Sanitätsabteilung mit Krankenrevier und Behandlungsräumen, Wirtschaftsbereich mit Küche, Speisesaal und Vorratsräumen und einem Sportplatz (siehe Abbildung). Dieses Wohnlager am Rande der Baustelle entsprach damals modernsten Standards und wurde als „Musterlager der Deutschen Arbeitsfront“ ausgezeichnet. Auch Einwohner von Farge und Blumenthal arbeiteten dort, u. a. als Verwaltungsangestellte (Schreibkräfte oder Buchhalter). Lokale Betriebe (u. a. Bäcker, Klempner und Dachdecker aus Farge, Rekum und Neuenkirchen) waren an der Versorgung des Lagers beteiligt.

## Flugabwehrkanonen-Stellung Quetschenberg
Etwa 500 m nördlich der Baustelle befand sich am Rand der Zufahrtsstraße (heutige Hospitalstraße) eine Flakstellung mit 18 Kanonen, wie alliierte Luftbilder vom 24. Februar 1944 zeigen. Dort waren stationiert die 1. Batterie der Flakabteilung 182 (1941), die 2. und 6. Batterie der Flakabteilung 390 (1943–44) und die 1. Batterie der Flakabteilung 390 (1944). Die Stellung lag inmitten von Feldern, die von den einheimischen Bauern fortlaufend beackert wurden. Mehrmals wurden 1944 alliierte Bombenflugzeuge abgeschossen, so am 29. März, 1. August und 31. Dezember.

## Nachnutzung von Gelände und Gebäuden
Das Marine-Gemeinschaftslager wurde von 1943 bis 1945 für die Unterbringung von Beschäftigten beim Bau des U-Boot-Bunkers Valentin genutzt. Am 24. April 1945 wurden ca. 10 Krankenbaracken samt Personal von Marinebaurat Bosselmann als „Marine-Hospital“ an den Landkreis Osterholz (vertreten durch NSDAP-Landrat Becker) übergeben. Am 20. Mai 1945 übernahm die US-Besatzungsmacht die Verwaltungsaufsicht über die gesamte intakte Anlage mit 30 Unterkunfts- und Funktionsbaracken (sie war nicht bombardiert worden), die alsdann als „Evangelisches Hospital Neuenkirchen“ betrieben wurde.
Die Bundeswehr nutzte ab 1958 das Baustellengelände als militärisches Sperrgebiet (Truppenübungsplatz), und ab 1. April 1961 das ehemalige Evangelische Hospital Neuenkirchen als Weser-Geest-Kaserne. Nur wenige Lager-Baracken sind bis heute (Stand 2022) erhalten geblieben, darunter die heutige Gedenkstätten Baracke Wilhelmine und Baracke 27.
Die Baracken der Flakstellung am Quetschenberg wurden nach Kriegsende bis in die 1950er Jahre als Behelfsheime für Flüchtlinge aus den ehemaligen deutschen Ostgebieten genutzt.

## Historische Bedeutung
Bedeutung erlangte die Großbaustelle des Marine-Öllagers als Standort des Gestapo-Arbeitserziehungslagers Farge (AEL, von Herbst 1941 bis Mitte 1943 innerhalb des Marine-Gemeinschaftslagers, und dann außerhalb, auf dem Baustellengelände „Rekumer Heide“ bis Kriegsende 1945), und als Standort eines Außenlagers des KZ Neuengamme (KZ-Arbeitslager Bremen-Farge, vom 1. Juli 1943 bis 8. April 1945, untergebracht in umgebauten Ölbehältern).

„Das KZ-Unterlager bestand aus zwei der Ölbunker in der Rekumer Heide ungefähr in der Mitte zwischen dem A.E.L. und dem Marine-Gemeinschaftslager. Diese unterirdisch angelegten Ölbunker standen in direkter Verbindung zur Ölpier an der Weser und waren zur Aufnahme von Öl bereit. Zwei dieser Bunker [Grundfläche jeweils ca. 1800 m²] wurden mit Stahlblech ausgeschlagen [und mit mehrstöckigen hölzernen Pritschen eingerichtet] und konnten so ca. 2000 Gefangene aufnehmen.“

Oberirdisch neben den Dächern dieser mit Erde überschütteten Ölbehälter wurden Baracken für Küche, Abort, Krankenrevier, Verwaltung etc. errichtet.
Im November 1943 brachte die SS die ersten von ca. 2000–3000 Häftlingen vom KZ Neuengamme in das KZ Bremen-Farge, um sie unter unmenschlichen Bedingungen zur Arbeit am Bau des U-Boot-Bunkers Valentin zu zwingen, auf Anforderung der Organisation Todt (ab dem 2. September 1943 geführt von Albert Speer). Das KZ Bremen-Farge war am 25. März 1945 mit 2092 männlichen Häftlingen belegt.
Außerdem existierten seit 1943 auf dem Baustellengelände zwei große Barackenkomplexe, das sogenannte Russenlager und das Lager Heidkamp. Dort waren bis zum Kriegsende im Mai 1945 tausende Menschen untergebracht, Kriegsgefangene und Zwangsarbeiter (Männer und Frauen) aus verschiedenen Ländern.